# Vertrag von Kjachta (1727)
Der Vertrag von Kjachta von 1727 (russisch Кяхтинский договор) wurde 1727 zwischen dem von Peter II. regierten Russischen Kaiserreich und dem Kaiserreich China während der mandschurischen Qing-Dynastie geschlossen.

## Vorgeschichte
Vorläufer des Vertrags von Kjachta war der Vertrag von Nertschinsk vom 27. August 1689, das erste Abkommen eines europäischen Staates mit China. Dieser beendete einen jahrzehntelangen Konflikt um die Beherrschung des Amurbeckens. Der Konflikt war durch das Vordringen bewaffneter russischer Kolonisten aus dem östlichen Sibirien in das chinesische Gebiet nördlich und östlich des Heilong Jiang (Amur) in den 1640er Jahren ausgelöst worden. Die territorialen Bestimmungen blieben aber zum Teil umstritten, da die geographischen Bezeichnungen in der russischen und der mandschurischen Übersetzung des Vertrags voneinander abwichen. Der Vertrag selbst war in lateinischer Sprache verfasst und unterzeichnet worden. Bald stellten sich Schwierigkeiten ein, die China dazu veranlassten, die Grenzen zu schließen. Es bedurfte nun langwieriger Bemühungen der Diplomatie Peters, um die Kontakte nach Peking wiederherzustellen.

## Vertragsabschluss
Am 21. Oktober 1727 kam es zwischen den Reichen des russischen Kaisers Peter II. und des Yongzheng-Kaisers Aisin Gioro Yinzhen in Kjachta zum Vertragsabschluss. Geregelt wurde der Grenzhandel südlich des Baikalsees, außerdem wurde der Grenzverlauf akzeptiert, wie er im sogenannten Bura-Vertrag vom 20. August festgelegt worden war. Russland verpflichtete sich zu strikter Grenzüberwachung und erhielt dafür das Recht, alle drei Jahre eine staatliche Handelskarawane nach Peking zu entsenden.